# Ђорђе Рош
Ђорђе Рош (Београд, 20. август 1896 — Неа Рода, 3. март 1977) био је српски официр Југословенске војске, пионир ваздухопловства и оснивач Комитета за обнову и велики добротвор манастира Хиландара.

## Биографија
Рођен је у Београду 20. августа 1896. године у породици стручњака за изградњу железничких пруга Словенца Себастијана Роша,  и Словенке Антоније. Као ђак шестог разреда Реалне гимназије био је добровољац у Другом балканском рату. Две године касније постао је питомац 43. класе Ниже школе Војне академије. Учествовао је у борбама за време одбране Београда 1915. године. Тешко је рањен у јуришу на Дунавском кеју, под командом мајора Гавриловића. Пребачен је у логор Егер у Чешкој одакле два пута покушава бекство, одакле га размењују 1917. године, па га Црвени крст спроводи у Швајцарску. Крајем рата, долази на Солунски фронт где постаје војни пилот. Он је један од пионира српског цивилног, спортског и војног ваздухопловства. После рата унапређен је у чин капетана, али напушта војну службу и са братом Душаном одлази на лечење и студије у иностранство.
Између два светска рата браћа Рош, Душан и Ђорђе, били су власници трговачке фирме Експорт‐импорт Рош и званични представници немачке тешке индустрије у Југославији. Њихова фирма снабдевала је Југословенску краљевску војску војном опремом из Немачке.
Ђорђе Рош је у Бечу упознао Норвежанку Осту (која је касније променила име у Љубица) и са њом се венчао 1924. године у манастиру Раковица. Био је и почасни конзул Краљевине Норвешке у Београду. Као сувласник великог извозно‐увозног предузећа у Београду, организовао је и финансирао обнову манастира Грачаница, од 1935. до 1939. године.
Са породицом је емигрирао из Југославије 1944. године, зато што се због промене власти, налазио се на списку људи за ликвидацију по кратком поступку. Са супругом креће пут централних делова Европе, а завршава у Швајцарској, где се породица опет окупља. После много мука, одлучују да оду пут Аргентине, па су у Буенос Ајресу од 1948. године. Породица Рош остаје на јужноамеричком континенту до 1960. године, а потом се опет селе, овог пута у Немачку.

## Оснивање Комитета за обнову
Приликом посете Светој гори, 1961. године, затекао је манастир Хиландар у прилично лошем стању, због стицаја историјских, економских и других околности, где је у договору са малобројним братством предузео кораке за обнову манастира и од 1966. године време проводе се у Уранополису, месту на граници Свете горе и дефинитивно се пресељавају 1974. године
Основао је Комитет за обнову манастира у коме је био активан до краја живота. Заједно са принцом Томиславом Карађорђевићем, такође честим посетиоцем Свете горе и Хиландара сакупљао је по свету новац за обнову манастира. Новац су подједнако добијали и од Срба али и од странаца, католика, протестаната, од једног Јеврејина, чак и од извесног богатог немачког аристократе који је био уверен „да ће то бар мало допринети да се пред Србима опере немачки образ”. После делимичне обнове манастира, од новца који су Ђорђе Рош и принц Томислав сакупили изграђена је савремена Хиландарска библиотека.

## Изненадна смрт
Ђорђе Рош је умро 3. марта 1977. године, изненада, на путу ка Хиландару. Његова жеља је била да се сахрани у манастиру Раковица, уз оца и мајку у породичној гробници, али није било разумевања тадашње власти да се то дозволи. Захвални хиландарски монаси сахранили су га у манастирској порти и он је једини који почива на монашком гробљу испред манастира, а да за живота није носио монашку ризу.